# Synagoga w Wągrowcu
Synagoga w Wągrowcu – zbudowana w 1807 roku przy obecnej ul. Powstańców Wielkopolskich. Podczas II wojny światowej, jesienią 1939 roku hitlerowcy sprofanowali synagogę, a w 1940 roku ją zburzyli. Gruzy budynku uprzątnięto w latach 50. Obecnie nie istnieje.